# Abu-d-Dardà al-Ansarí
Abu-d-Dardà al-Ansarí (àrab: أبو الدرداء الأنصار, Abū ad-Dardāʾ al-Anṣārī) (mort el 652) fou un dels «companys del profeta Muhàmmad», tot i que la legitimitat d'aquest títol li és discutida.
Era mercader. Va esdevenir musulmà després de la batalla de Badr i va ser el darrer de la família (els balharith dels khàzraj) a esdevenir musulmà; llavors va abandonar el comerç i es va dedicar només a la religió. Fou enviat com a cadi a Damasc i va fundar l'escola de la ciutat que més tard va dirigir Ibn Àmir. La seva tomba i la de la seva esposa Umm ad-Dardà es troba a Damasc.